# (35368) 1997 UB8
(35368) 1997 UB8 est un astéroïde aréocroiseur découvert en 1997.

## Description
(35368) 1997 UB8 a été découvert le 28 octobre 1997 à l'observatoire du Haleakalā, un centre de recherche astronomique américain faisant partie de l'Institut d'astronomie de l'Université de Hawaï situé au sommet du volcan Haleakalā sur l'île de Maui, par le programme Near Earth Asteroid Tracking (NEAT).

### Caractéristiques orbitales
L'orbite de cet astéroïde est caractérisée par un demi-grand axe de 2,33 ua, un périhélie de 1,60 ua, une excentricité de 0,31 et une inclinaison de 22,73° par rapport à l'écliptique. Du fait de ces caractéristiques, à savoir un demi-grand axe inférieur à 3,2 ua et un périhélie compris entre 1,3 et 1,666 ua, il croise l'orbite de Mars et est classé, selon la JPL Small-Body Database, comme astéroïde aréocroiseur (aréo venant de Arès).

### Caractéristiques physiques
(35368) 1997 UB8 a une magnitude absolue (H) de 14,6 et un albédo estimé à 0,149.